# راؤول لينو
راؤول لينو (بالبرتغالية: Raul Lino da Silva‏) هو مهندس معماري برتغالي، ولد في 21 نوفمبر 1879 في لشبونة في البرتغال، وتوفي في 13 يوليو 1974.